# El Pueblo Vasco
El Pueblo Vasco fue un periódico español editado en Bilbao entre 1910 y 1938.

## Descripción
De aparición diaria y escrito en castellano era editado en la ciudad vizcaína de Bilbao y su primer número data del 1 de mayo de 1910. En sus inicios fue una publicación de ideología monárquica y tendencia maurista. El periodista guipuzcoano Juan de la Cruz Elizondo sería nombrado director, cargo que ejercería durante veintiocho años —entre 1910 y 1938—.
El periódico, de ideología conservadora, apoyó el golpe de Estado de julio de 1936 y tras el estallido de la consiguiente guerra civil dejaría de publicarse, aunque reapareció en 1937 tras la entrada de las tropas franquistas en la ciudad. Cesó definitivamente el 12 de abril de 1938, al fusionarse con El Correo Español para dar lugar a la cabecera conjunta El Correo Español-El Pueblo Vasco.
En San Sebastián había sido editada una publicación homónima.